# Cacaxtla

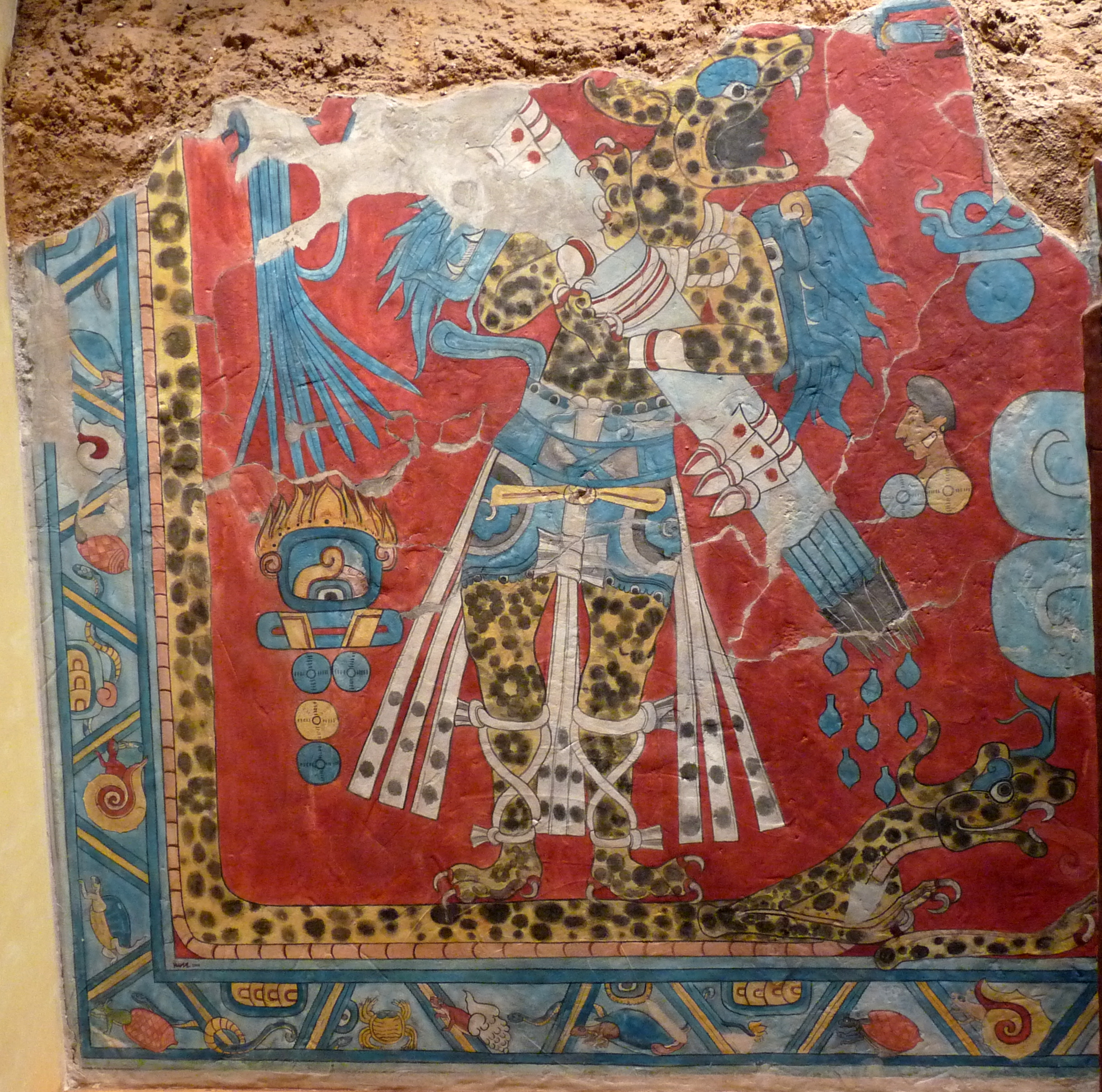
Peinture murale du bâtiment A représentant un guerrier jaguar.

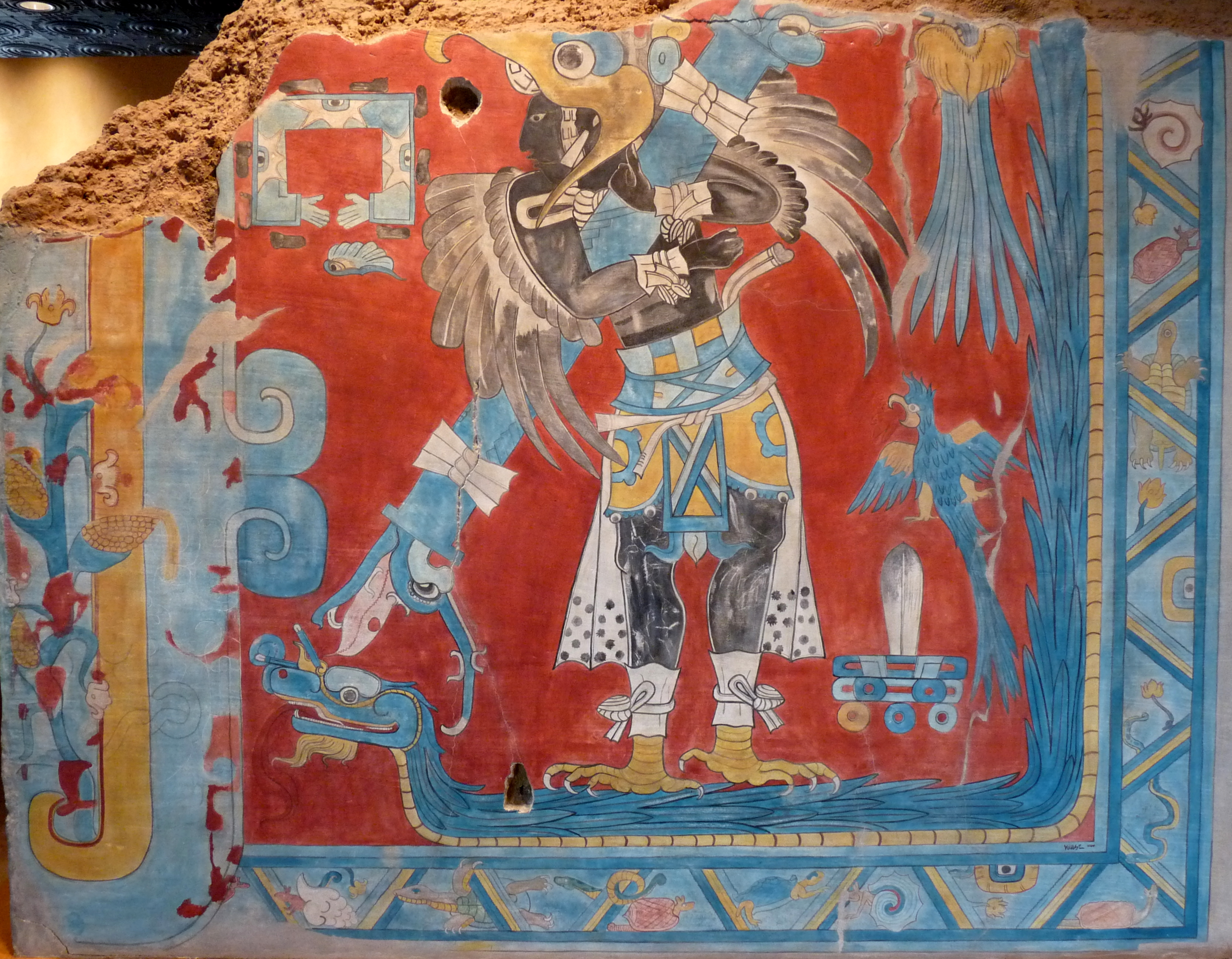
Peinture murale du bâtiment A représentant un personnage connu comme l'homme-oiseau.

Cacaxtla est un site archéologique situé dans l'État de Tlaxcala, au Mexique. C'est un site renommé pour ses nombreuses peintures murales.
Le nom de Cacaxtla viendrait du mot nahuatl « cacaxtli », qui désigne un cadre en bois utilisé pour transporter du matériel.[réf. nécessaire]

## Époque mésoaméricaine
Cacaxtla s'est réellement développée à partir de 650, qui est le début d'une période de forte instabilité due au déclin de Teotihuacán. C'est à cette époque que les Olmèques-Xicallanca, un peuple d'origine Maya venant de la péninsule du Yucatán, arrivent dans la région centrale du Mexique.
La cité se développe progressivement en cité fortifiée comme la ville de Xochicalco. Elle devient la capitale dominante de la vallée de Puebla-Tlaxcala, particulièrement lors de la chute de Cholula entre 700 et 800. Certains historiens, se fondant sur des fresques murales du site, pensent que Cacaxtla a également participé à la destruction de Teotihuacán.   
Elle perdit de sa puissance entre 900 et 1000 et fut finalement abandonnée.

### Histoire moderne de Cacaxtla
L'emplacement n'a été redécouvert qu'en 1975 par des pilleurs, mais est rapidement venu à l'attention des archéologues la même année.

## Site archéologique

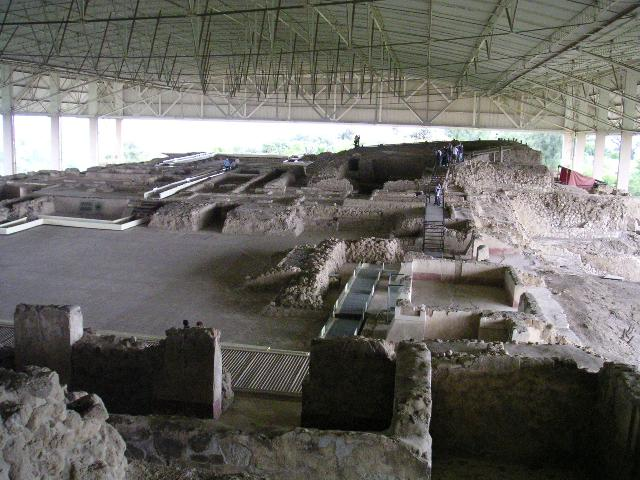
Vue au-dessus du Gran Basamento (plateforme centrale).

Le site archéologique est gardé par l'INAH (Institut National d'Anthropologie et d'Histoire). Il est ouvert chaque jour de la semaine, de 09:00 à 18:00. En plus des ruines, il y a un musée contenant des modèles de la ville à son apogée et une collection d'objets trouvés sur le site.
Le centre de la ville de Cacaxtla était le  Gran Basamento  ; une plateforme de 200 mètres de long et 25 mètres de haut, qui offre une position de défense fine et des vues au-dessus du terrain environnant.
Les principaux bâtiments religieux et civils de la ville ont été édifiés sur cette plateforme, de même que les résidences de la classe des prêtres.
Plusieurs autres petites pyramides et bases de temple sont situées à proximité de la plateforme principale.

### Peintures murales

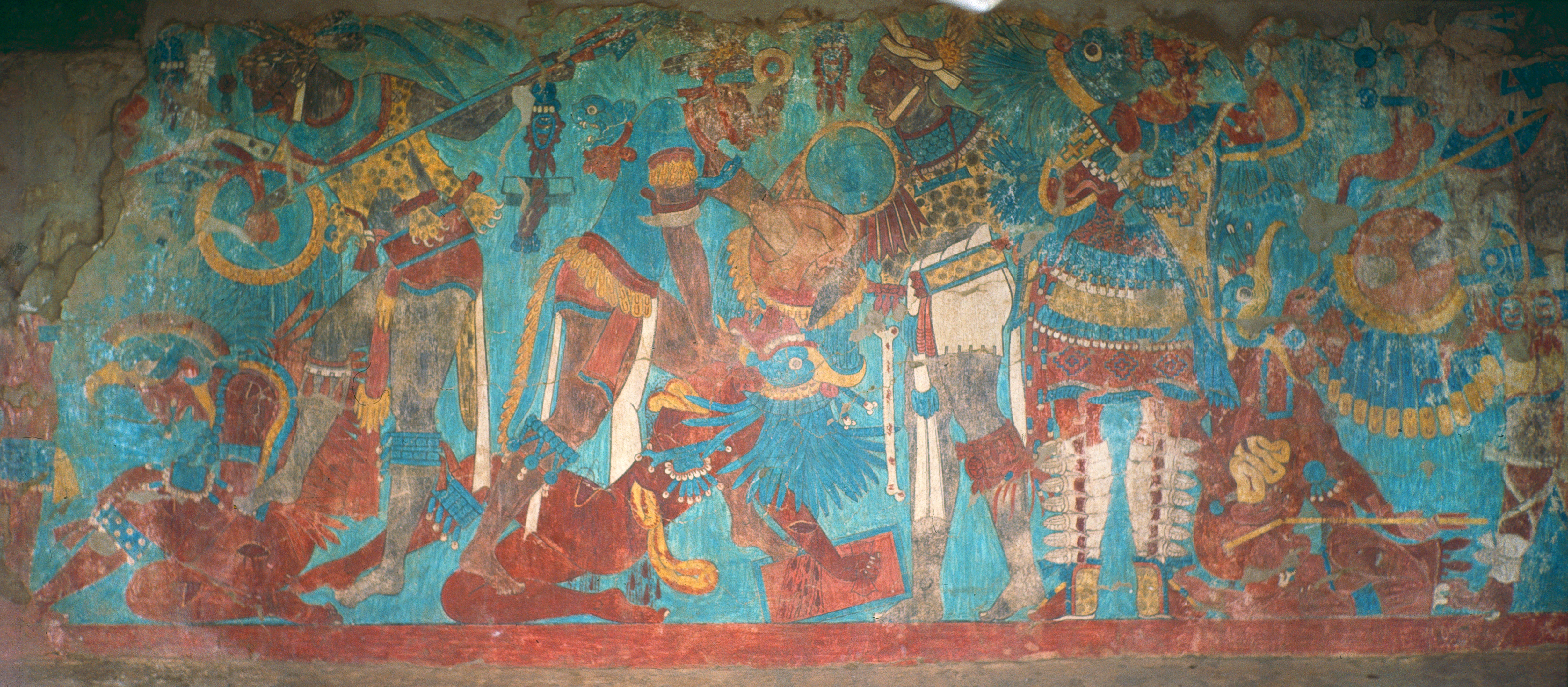
Détail du Mur de la Bataille.

Comme la plateforme principale de Cacaxtla n'a pas été excavée jusqu'aux années 1980, plusieurs des décorations colorées originales de mur ont été préservées et peuvent être appréciées in situ par des visiteurs.
L'intérêt particulier est le fait que la plupart des muraux semblent combiner les signes conventionnels des cultures d'Altiplano avec des influences de la civilisation  maya, rendant Cacaxtla unique à cet égard.
La plus célèbre des peintures préservées de Cacaxtla est le Mural de la batalla ou Mur de la Bataille, situé dans la partie nord du Gran basamento. Datant d'avant 700, il est placé sur parement incliné en pierre à chaux d'un soubassement de temple et divisé en deux par un escalier central. Il dépeint deux groupes de guerriers dans la bataille : d'un côté les guerriers jaguar Olmèques armés de lances, de couteaux d'obsidienne et des boucliers ronds, battent clairement une armée d'envahisseurs constituée de guerriers oiseau Huastec en partie nus et démembrés.